# ARO 10
El ARO 10 es un modelo de vehículo todo terreno fabricado en Rumanía por el fabricante extinto ARO Carpati.

## Características e historia
El ARO 24 de dicha serie de vehículos todoterreno del fabricante ARO Carpati tuvo un "hermano pequeño" en 1980, en la serie de coches ARO 10. Mientras que los vehículos del modelo ARO-24 pueden ser clasificados como una SUV de tamaño medio, el ARO 10 es aproximadamente del tamaño de un Jeep Wrangler. Se produjo con bastantes boceles y decoraciones en sus diferentes estilos de carrocería, y estaban equipados con una gama de hasta siete motores diferentes (tanto a gasolina como diésel), y vino tanto en versiones de tracción tanto 4x2 como 4x4.

## Comercialización
El ARO 10 se vendió como Dacia Duster en algunos mercados internacionales, y en Italia se comercializó también como el ACM Enduro 4x4 (el cual era ensamblado por la firma ARO-Ciemme). Un modelo derivado de ARO 10, llamado ARO Spartana, también fue producida a partir de 1997.
La última evolución del ARO 10, que fuera producido a partir de 1999, sería el ARO 10 Super, el cual tenía un diseño ligero y renovado, y fue construido sobre la base de la motorización de la base mecánica del ARO 24.

### Motorizaciones
| Nombre  | Capacidad | Tipo de combustible | Fabricante                  | Potencia                                | Torsión                                |
| ------- | --------- | ------------------- | --------------------------- | --------------------------------------- | -------------------------------------- |
| 1.3.10  | 1289 cc   | Gasolina            | Renault (Cléon-Fonte motor) | 54 caballos de vapor (40 kW) a 5250 rpm | 89 N · m (66 libras pies) a 4000 rpm   |
| 1.4.10  | 1397 cc   | Gasolina            | Renault (Cléon-Fonte motor) | 62 caballos de vapor (46 kW) a 5500 rpm | 100 N · m (74 libras pies) a 3300 rpm  |
| 1.6.10  | 1557 cc   | Gasolina            | Renault (Cléon-Fonte motor) | 72 caballos de vapor (53 kW) a 5000 rpm | 122 N · m (90 libras pies) a 2500 rpm  |
| 1.6.20  | 1598 cc   | Gasolina            | Daewoo                      | 72 caballos de vapor (53 kW) a 5000 rpm | 145 N · m (107 libras pies) a 3400 rpm |
| 2.5.D10 | 2477 cc   | Diésel              | Hyundai                     | 77 caballos de vapor (57 kW) a 4600 rpm | 170 N · m (114 libras pies) a 2000 rpm |
| 1.9.D20 | 1870 cc   | Diésel              | Renault                     | 64 caballos de vapor (47 kW) a 4500 rpm | 121 N · m (89 libras pies) a 2250 rpm  |
| 1.9.D15 | 1870 cc   | Diésel              | Renault                     | 92 caballos de vapor (68 kW) a 4250 rpm | 175 N · m (129 libras pies) a 2250 rpm |

## Versiones

### Versiones deportivas
- ARO 10,1 convertible de 2 puertas
- ARO 10,4 3 puertas
- ARO 10 Spartana
- ARO 11.4 de 5 puertas

### Versiones de vehículos comerciales ligeros
- ARO 10.6, de Cabina regular y Pick-up[1]
- ARO 11.9, de Doble cabina y Pick-up[1]

### Otras versiones
- ARO 10.0,[1]
- ARO 10.2,[1]
- ARO 10.3,[1]
- ARO 10.5,[1]
- ARO 10.8,[1]
- ARO 10.9.[1]

## Galería

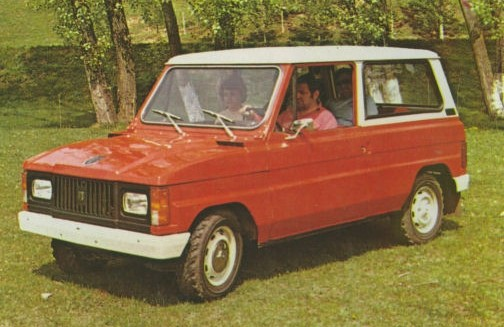
Un ARO 10 (de la serie 1980–1991)
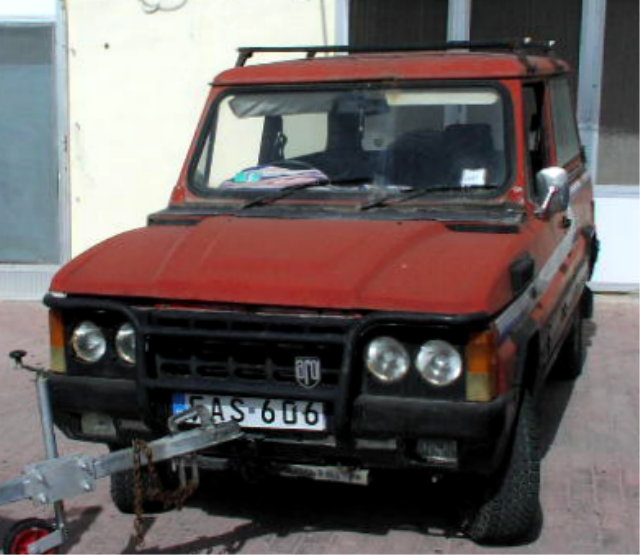
Un ARO 10 (de la serie 1992–1999)
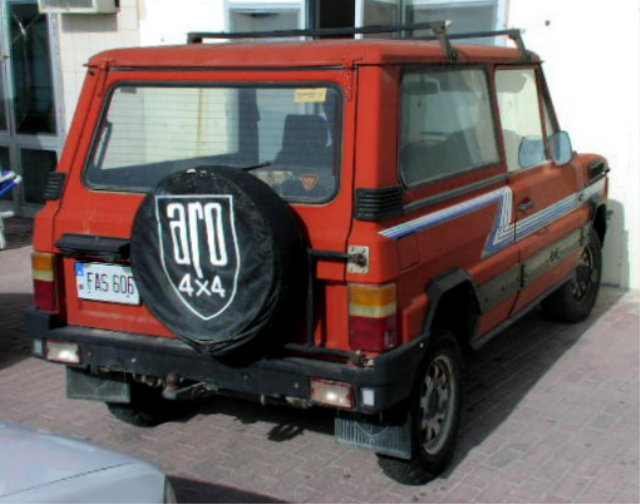
Vista trasera de un ARO 10
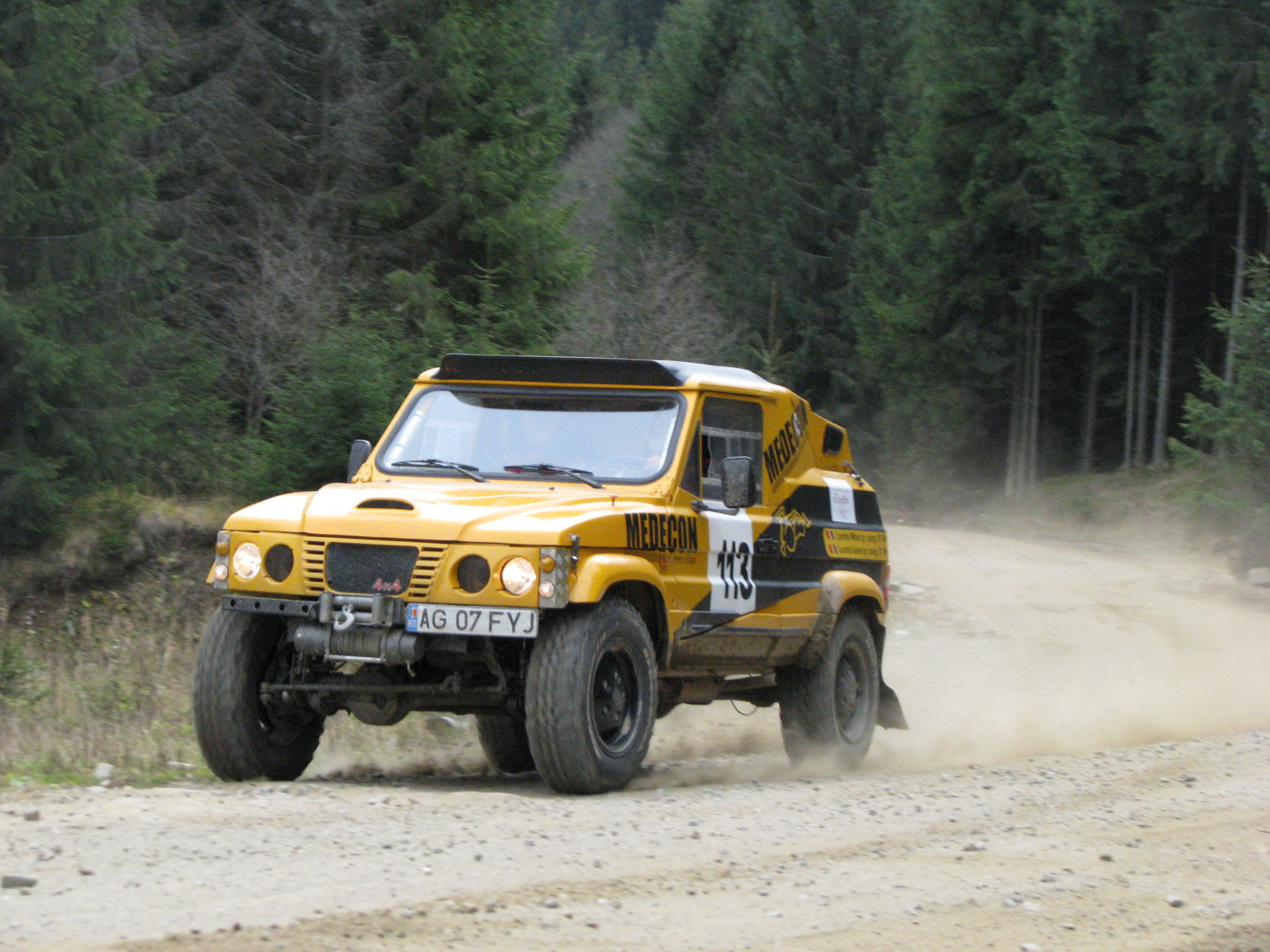
ARO 10 Super (de la serie 1999–06)
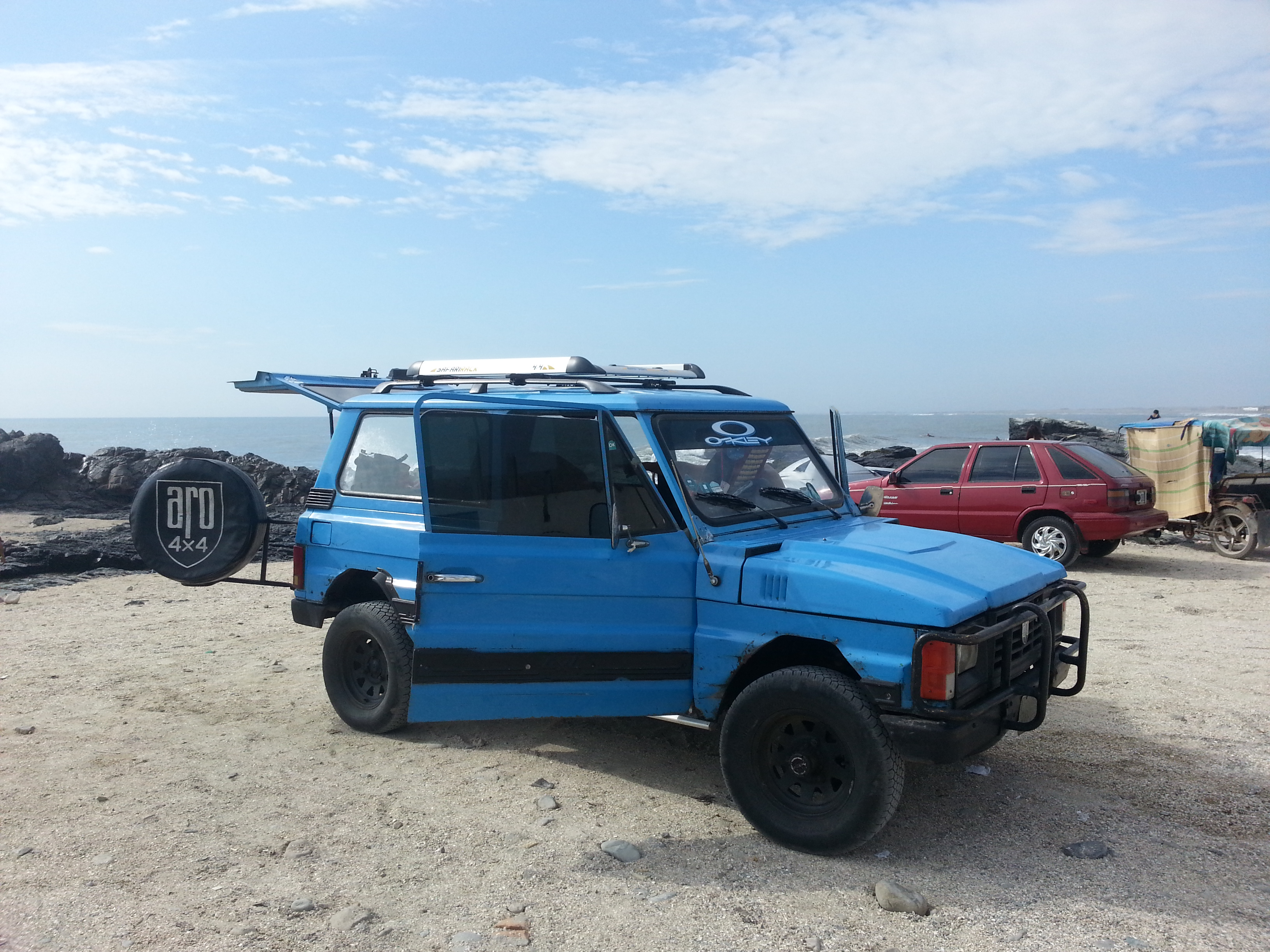
camioneta pickup ARO 4x4